# Chialamberto
Chialamberto (arpità Tchialambèrt) és un municipi italià, situat a la ciutat metropolitana de Torí, a la regió del Piemont. L'any 2007 tenia 362 habitants. Està situat a la Vall Gran de Lanzo (Valls de Lanzo), una de les Valls arpitanes del Piemont. Limita amb els municipis d'Ala di Stura, Cantoira, Ceres, Groscavallo, Locana i Noasca.

## Administració
| Període | Identitat           | Partit        |
| ------- | ------------------- | ------------- |
| 2000-   | Giuseppe Matteo Drò | Llista cívica |